# Sterrenkroos
Sterrenkroos (Callitriche) is een geslacht van tweezaadlobbige planten.
Het zijn kleine, slanke waterplanten, maar landvormen doen zich ook voor. De planten zijn eenhuizig. De mannelijke bloem bestaat uit één meeldraad, de vrouwelijke uit een vruchtbeginsel waarop twee draadvormige stijlen zitten.
In het Cronquist-systeem (1981) vormde het geslacht een eigen familie, geplaatst in de orde Callitrichales. Volgens APG IV wordt het geslacht in de weegbreefamilie (Plantaginaceae) geplaatst.
Het geslacht telt zeventien soorten, waarvan de volgende in Nederland voorkomen:
- Doorschijnend sterrenkroos (Callitriche truncata)
- Gekield sterrenkroos (Callitriche cophocarpa)
- Gesteeld sterrenkroos (Callitriche brutia var. hamulata)
- Gevleugeld sterrenkroos (Callitriche stagnalis)
- Gewoon sterrenkroos (Callitriche platycarpa)
- Haaksterrenkroos (Callitriche brutia var. brutia)
- Klein sterrenkroos (Callitriche palustris)
- Rond sterrenkroos (Callitriche hermaphroditica)
- Stomphoekig sterrenkroos (Callitriche obtusangula)